# Sarıoğlan (district)
Sarıoğlan is een Turks district in de provincie Kayseri en telt 17.491 inwoners (2007). Het district heeft een oppervlakte van 616,0 km². Hoofdplaats is Sarıoğlan.
De bevolkingsontwikkeling van het district is weergegeven in onderstaande tabel.
| 1997   | 2000   | 2007   |
| ------ | ------ | ------ |
| 28.941 | 27.801 | 17.491 |